# Gold Cup 2007
Navigation
États-Unis 2005 États-Unis 2009
La Gold Cup 2007 est un tournoi de football qui s'est tenu aux États-Unis, du 6 au 24 juin 2007. Après un mois de compétition, c'est finalement les États-Unis qui remportent la coupe face au Mexique en finale, victoire 2 buts à 1. À souligner également l'excellent parcours de l'équipe de Guadeloupe qui est parvenu jusqu'en demi-finale. Les États-Unis, vainqueur de la Gold Cup, sont qualifiés pour la Coupe des confédérations 2009.

## Équipes participantes
Amérique du Nord, qualification d'office :
- États-Unis (pays organisateur)
- Mexique
- Canada

Amérique centrale, qualification par le biais de la Coupe d'Amérique centrale 2007 :
- Panama - vainqueur
- Costa Rica - finaliste
- Guatemala - troisième
- Salvador - quatrième
- Honduras - cinquième

Caraïbes, qualification par le biais de la Coupe caribéenne des nations 2007 :
- Haïti - vainqueur
- Trinité-et-Tobago - deuxième
- Cuba - troisième
- Guadeloupe - quatrième

## Arbitres
Liste des 15 arbitres officiant lors de la compétition :
- Joel Aguilar
- Benito Archundia
- German Arredondo
- Carlos Batres
- Neal Brizan
- Courtney Campbell
- Lee Davis
- Javier Jauregui Santillian
- Roberto Moreno Salazar
- Mauricio Navarro
- José Pineda
- Walter Quesada
- Marco Rodriguez
- Terry Vaughn
- Enrico Wijngaarde

## Les stades
| Miami            | Carson            | Foxborough       |
| ---------------- | ----------------- | ---------------- |
| Orange Bowl      | Home Depot Center | Gillette Stadium |
| Capacité: 74 476 | Capacité: 27 000  | Capacité: 68 756 |
|                  |                   |                  |
| East Rutherford  | Houston           | Chicago          |
| Giants Stadium   | Reliant Stadium   | Soldier Field    |
| Capacité: 78 741 | Capacité: 71 500  | Capacité: 63 500 |
|                  |                   |                  |

## Premier tour

### Groupe A
|   | Équipe     | Pts | J | G | N | P | BP | BC | Diff |
| - | ---------- | --- | - | - | - | - | -- | -- | ---- |
| 1 | Canada     | 6   | 3 | 2 | 0 | 1 | 5  | 3  | +2   |
| 2 | Costa Rica | 4   | 3 | 1 | 1 | 1 | 3  | 3  | 0    |
| 3 | Guadeloupe | 4   | 3 | 1 | 1 | 1 | 3  | 3  | 0    |
| 4 | Haïti      | 2   | 3 | 0 | 2 | 1 | 2  | 4  | -2   |

| 6 juin  | Canada     | 2 | 1 | Costa Rica |
|         | Guadeloupe | 1 | 1 | Haïti      |
| 9 juin  | Canada     | 1 | 2 | Guadeloupe |
|         | Costa Rica | 1 | 1 | Haïti      |
| 11 juin | Costa Rica | 1 | 0 | Guadeloupe |
|         | Canada     | 2 | 0 | Haïti      |

| 6 juin 2007 | Costa Rica  | 1 - 2 | Canada             | Orange Bowl, Miami                                 |                                                    |
|             | Centeno 56e |       | de Guzmán 57e, 73e | Spectateurs : 17 420 Arbitrage : Enrico Wijngaarde | Spectateurs : 17 420 Arbitrage : Enrico Wijngaarde |
|             | (Rapport)   |       |                    | Spectateurs : 17 420 Arbitrage : Enrico Wijngaarde | Spectateurs : 17 420 Arbitrage : Enrico Wijngaarde |

| 6 juin 2007 | Guadeloupe | 1 - 1 | Haïti            | Orange Bowl, Miami                            |                                               |
|             | Fiston 54e |       | Chery 36e (pen.) | Spectateurs : 17 420 Arbitrage : Terry Vaughn | Spectateurs : 17 420 Arbitrage : Terry Vaughn |
|             | (Rapport)  |       |                  | Spectateurs : 17 420 Arbitrage : Terry Vaughn | Spectateurs : 17 420 Arbitrage : Terry Vaughn |

| 9 juin 2007 | Canada    | 1 - 2 | Guadeloupe                 | Orange Bowl, Miami                           |                                              |
|             | Gerba 34e |       | Angloma 9e · Fleurival 37e | Spectateurs : 25 000 Arbitrage : Neal Brizan | Spectateurs : 25 000 Arbitrage : Neal Brizan |
|             | (Rapport) |       |                            | Spectateurs : 25 000 Arbitrage : Neal Brizan | Spectateurs : 25 000 Arbitrage : Neal Brizan |

| 9 juin 2007 | Haïti         | 1 - 1 | Costa Rica  | Orange Bowl, Miami                                 |                                                    |
|             | Boucicaut 69e |       | Centeno 60e | Spectateurs : 25 000 Arbitrage : Courtney Campbell | Spectateurs : 25 000 Arbitrage : Courtney Campbell |
|             | (Rapport)     |       |             | Spectateurs : 25 000 Arbitrage : Courtney Campbell | Spectateurs : 25 000 Arbitrage : Courtney Campbell |

| 11 juin 2007 | Costa Rica  | 1 - 0 | Guadeloupe | Orange Bowl, Miami                                 |                                                    |
|              | Centeno 13e |       |            | Spectateurs : 15 892 Arbitrage : Enrico Wijngaarde | Spectateurs : 15 892 Arbitrage : Enrico Wijngaarde |
|              | (Rapport)   |       |            | Spectateurs : 15 892 Arbitrage : Enrico Wijngaarde | Spectateurs : 15 892 Arbitrage : Enrico Wijngaarde |

| 11 juin 2007 | Haïti     | 0 - 2 | Canada              | Orange Bowl, Miami                               |                                                  |
|              |           |       | De Rosario 30e, 33e | Spectateurs : 15 892 Arbitrage : Marco Rodriguez | Spectateurs : 15 892 Arbitrage : Marco Rodriguez |
|              | (Rapport) |       |                     | Spectateurs : 15 892 Arbitrage : Marco Rodriguez | Spectateurs : 15 892 Arbitrage : Marco Rodriguez |

### Groupe B
|   | Équipe            | Pts | J | G | N | P | BP | BC | Diff |
| - | ----------------- | --- | - | - | - | - | -- | -- | ---- |
| 1 | États-Unis        | 9   | 3 | 3 | 0 | 0 | 7  | 0  | +7   |
| 2 | Guatemala         | 4   | 3 | 1 | 1 | 1 | 2  | 2  | 0    |
| 3 | Salvador          | 3   | 3 | 1 | 0 | 2 | 2  | 6  | -4   |
| 4 | Trinité-et-Tobago | 1   | 3 | 0 | 1 | 2 | 2  | 5  | -3   |

| 7 juin  | États-Unis | 1 | 0 | Guatemala         |
|         | Salvador   | 2 | 1 | Trinité-et-Tobago |
| 9 juin  | Guatemala  | 1 | 0 | Salvador          |
|         | États-Unis | 2 | 0 | Trinité-et-Tobago |
| 12 juin | États-Unis | 4 | 0 | Salvador          |
|         | Guatemala  | 1 | 1 | Trinité-et-Tobago |

| 7 juin 2007 | États-Unis  | 1 - 0 | Guatemala | Carson, Los Angeles                          |                                              |
|             | Dempsey 27e |       |           | Spectateurs : 21 334 Arbitrage : José Pineda | Spectateurs : 21 334 Arbitrage : José Pineda |
|             | (Rapport)   |       |           | Spectateurs : 21 334 Arbitrage : José Pineda | Spectateurs : 21 334 Arbitrage : José Pineda |

| 7 juin 2007 | Salvador               | 2 - 1 | Trinité-et-Tobago | Carson, Los Angeles                               |                                                   |
|             | Sánchez 38e · Alas 80e |       | Spann 8e          | Spectateurs : 21 334 Arbitrage : German Arredondo | Spectateurs : 21 334 Arbitrage : German Arredondo |
|             | (Rapport)              |       |                   | Spectateurs : 21 334 Arbitrage : German Arredondo | Spectateurs : 21 334 Arbitrage : German Arredondo |

| 9 juin 2007 | Guatemala     | 1 - 0 | Salvador | Carson, Los Angeles                                         |                                                             |
|             | Contreras 68e |       |          | Spectateurs : 27 000 Arbitrage : Javier Jauregui Santillian | Spectateurs : 27 000 Arbitrage : Javier Jauregui Santillian |
|             | (Rapport)     |       |          | Spectateurs : 27 000 Arbitrage : Javier Jauregui Santillian | Spectateurs : 27 000 Arbitrage : Javier Jauregui Santillian |

| 9 juin 2007 | Trinité-et-Tobago | 0 - 2 | États-Unis              | Carson, Los Angeles                                     |                                                         |
|             |                   |       | Ching 29e · Johnson 54e | Spectateurs : 27 000 Arbitrage : Roberto Moreno Salazar | Spectateurs : 27 000 Arbitrage : Roberto Moreno Salazar |
|             | (Rapport)         |       |                         | Spectateurs : 27 000 Arbitrage : Roberto Moreno Salazar | Spectateurs : 27 000 Arbitrage : Roberto Moreno Salazar |

| 12 juin 2007 | États-Unis                                           | 4 - 0 | Salvador | Gillette Stadium, Foxborough                      |                                                   |
|              | Beasley 32e, 88e · Donovan 45e (pen.) · Twellman 71e |       |          | Spectateurs : 26 523 Arbitrage : Benito Archundia | Spectateurs : 26 523 Arbitrage : Benito Archundia |
|              | (Rapport)                                            |       |          | Spectateurs : 26 523 Arbitrage : Benito Archundia | Spectateurs : 26 523 Arbitrage : Benito Archundia |

| 12 juin 2007 | Trinité-et-Tobago | 1 - 1 | Guatemala | Gillette Stadium, Foxborough                 |                                              |
|              | McFarlane 83e     |       | Ruiz 80e  | Spectateurs : 26 523 Arbitrage : José Pineda | Spectateurs : 26 523 Arbitrage : José Pineda |
|              | (Rapport)         |       |           | Spectateurs : 26 523 Arbitrage : José Pineda | Spectateurs : 26 523 Arbitrage : José Pineda |

### Groupe C
|   | Équipe   | Pts | J | G | N | P | BP | BC | Diff |
| - | -------- | --- | - | - | - | - | -- | -- | ---- |
| 1 | Honduras | 6   | 3 | 2 | 0 | 1 | 9  | 4  | +5   |
| 2 | Mexique  | 6   | 3 | 2 | 0 | 1 | 4  | 3  | +1   |
| 3 | Panama   | 4   | 3 | 1 | 1 | 1 | 5  | 5  | 0    |
| 4 | Cuba     | 1   | 3 | 0 | 1 | 2 | 3  | 9  | -6   |

| 8 juin  | Honduras | 2 | 3 | Panama  |
|         | Mexique  | 2 | 1 | Cuba    |
| 10 juin | Honduras | 2 | 1 | Mexique |
|         | Panama   | 2 | 2 | Cuba    |
| 13 juin | Honduras | 5 | 0 | Cuba    |
|         | Mexique  | 1 | 0 | Panama  |

| 8 juin 2007 | Panama                              | 3 - 2 | Honduras                 | Giants Stadium, New York                          |                                                   |
|             | Rivera 29e · Perez 38e · Garcés 81e |       | Guevara 36e · Costly 89e | Spectateurs : 20 230 Arbitrage : Mauricio Navarro | Spectateurs : 20 230 Arbitrage : Mauricio Navarro |
|             | (Rapport)                           |       |                          | Spectateurs : 20 230 Arbitrage : Mauricio Navarro | Spectateurs : 20 230 Arbitrage : Mauricio Navarro |

| 8 juin 2007 | Mexique                     | 2 - 1 | Cuba          | Giants Stadium, New York                      |                                               |
|             | Borgetti 38e · Castillo 55e |       | Alcántara 22e | Spectateurs : 20 230 Arbitrage : Joel Aguilar | Spectateurs : 20 230 Arbitrage : Joel Aguilar |
|             | (Rapport)                   |       |               | Spectateurs : 20 230 Arbitrage : Joel Aguilar | Spectateurs : 20 230 Arbitrage : Joel Aguilar |

| 10 juin 2007 | Honduras        | 2 - 1 | Mexique           | Giants Stadium, New York                        |                                                 |
|              | Costly 57e, 90e |       | Blanco 27e (pen.) | Spectateurs : 68 123 Arbitrage : Walter Quesada | Spectateurs : 68 123 Arbitrage : Walter Quesada |
|              | (Rapport)       |       |                   | Spectateurs : 68 123 Arbitrage : Walter Quesada | Spectateurs : 68 123 Arbitrage : Walter Quesada |

| 10 juin 2007 | Panama                 | 2 - 2 | Cuba                       | Giants Stadium, New York                   |                                            |
|              | Garcés 14e · Perez 46e |       | Colomé 27e · Alcántara 74e | Spectateurs : 68 123 Arbitrage : Lee Davis | Spectateurs : 68 123 Arbitrage : Lee Davis |
|              | (Rapport)              |       |                            | Spectateurs : 68 123 Arbitrage : Lee Davis | Spectateurs : 68 123 Arbitrage : Lee Davis |

| 13 juin 2007 | Cuba      | 0 - 5 | Honduras                              | Reliant Stadium, Houston                      |                                               |
|              |           |       | Pavón 2e, 10e, 21e, 40e · Guevara 85e | Spectateurs : 68 417 Arbitrage : Joel Aguilar | Spectateurs : 68 417 Arbitrage : Joel Aguilar |
|              | (Rapport) |       |                                       | Spectateurs : 68 417 Arbitrage : Joel Aguilar | Spectateurs : 68 417 Arbitrage : Joel Aguilar |

| 13 juin 2007 | Mexique     | 1 - 0 | Panama | Reliant Stadium, Houston                       |                                                |
|              | Salcido 60e |       |        | Spectateurs : 68 417 Arbitrage : Carlos Batres | Spectateurs : 68 417 Arbitrage : Carlos Batres |
|              | (Rapport)   |       |        | Spectateurs : 68 417 Arbitrage : Carlos Batres | Spectateurs : 68 417 Arbitrage : Carlos Batres |

### Meilleurs troisièmes
Les 2 meilleures équipes ayant fini à la troisième place sont repêchées pour compléter le tableau des quarts de finale. Pour cela un classement comparatif est établi entre les 3 équipes :
|   | Équipe     | Pts | J | G | N | P | BP | BC | Diff |
| - | ---------- | --- | - | - | - | - | -- | -- | ---- |
| 1 | Panama     | 4   | 3 | 1 | 1 | 1 | 5  | 5  | 0    |
| 2 | Guadeloupe | 4   | 3 | 1 | 1 | 1 | 3  | 3  | 0    |
| 3 | Salvador   | 3   | 3 | 1 | 0 | 2 | 2  | 6  | -4   |

## Tableau final
|  | Quarts de finale       | Quarts de finale       |            |      | Demi-finales           | Demi-finales           |  |  | Finale                 | Finale                 |
|  | Quarts de finale       | Quarts de finale       |            |      | Demi-finales           | Demi-finales           |  |  | Finale                 | Finale                 |
|  |                        |                        |            |      |                        |                        |  |  |                        |                        |
|  | 16 juin 2007 - Foxboro | 16 juin 2007 - Foxboro |            |      | 21 juin 2007 - Chicago | 21 juin 2007 - Chicago |  |  | 24 juin 2007 - Chicago | 24 juin 2007 - Chicago |
|  | 16 juin 2007 - Foxboro | 16 juin 2007 - Foxboro |            |      | 21 juin 2007 - Chicago | 21 juin 2007 - Chicago |  |  | 24 juin 2007 - Chicago | 24 juin 2007 - Chicago |
|  | Canada                 | 3                      |            |      | 21 juin 2007 - Chicago | 21 juin 2007 - Chicago |  |  | 24 juin 2007 - Chicago | 24 juin 2007 - Chicago |
|  | Canada                 | 3                      |            |      | 21 juin 2007 - Chicago | 21 juin 2007 - Chicago |  |  | 24 juin 2007 - Chicago | 24 juin 2007 - Chicago |
|  | Guatemala              | 0                      |            |      | 21 juin 2007 - Chicago | 21 juin 2007 - Chicago |  |  | 24 juin 2007 - Chicago | 24 juin 2007 - Chicago |
|  | Guatemala              | 0                      | Canada     | 1    |                        |                        |  |  | 24 juin 2007 - Chicago | 24 juin 2007 - Chicago |
|  | 16 juin 2007 - Foxboro |                        | Canada     | 1    |                        |                        |  |  | 24 juin 2007 - Chicago | 24 juin 2007 - Chicago |
|  |                        | États-Unis             | 2          |      |                        |                        |  |  | 24 juin 2007 - Chicago | 24 juin 2007 - Chicago |
|  | États-Unis             | États-Unis             | 2          | 2    |                        |                        |  |  | 24 juin 2007 - Chicago | 24 juin 2007 - Chicago |
|  | États-Unis             |                        |            | 2    |                        |                        |  |  | 24 juin 2007 - Chicago | 24 juin 2007 - Chicago |
|  | Panama                 | 1                      |            |      |                        |                        |  |  | 24 juin 2007 - Chicago | 24 juin 2007 - Chicago |
|  | Panama                 | 1                      | États-Unis | 2    |                        |                        |  |  |                        |                        |
|  | 17 juin 2007 - Houston |                        | États-Unis | 2    |                        |                        |  |  |                        |                        |
|  |                        | Mexique                | 1          |      |                        |                        |  |  |                        |                        |
|  | Honduras               | Mexique                | 1          | 1    |                        |                        |  |  |                        |                        |
|  | Honduras               | 21 juin 2007 - Chicago |            | 1    |                        |                        |  |  |                        |                        |
|  | Guadeloupe             | 2                      |            |      |                        |                        |  |  |                        |                        |
|  | Guadeloupe             | 2                      | Guadeloupe | 0    |                        |                        |  |  |                        |                        |
|  | 17 juin 2007 - Houston |                        | Guadeloupe | 0    |                        |                        |  |  |                        |                        |
|  |                        | Mexique                | 1          |      |                        |                        |  |  |                        |                        |
|  | Mexique                | Mexique                | 1          | 1 ap |                        |                        |  |  |                        |                        |
|  | Mexique                |                        |            | 1 ap |                        |                        |  |  |                        |                        |
|  | Costa Rica             | 0                      |            |      |                        |                        |  |  |                        |                        |
|  | Costa Rica             | 0                      |            |      |                        |                        |  |  |                        |                        |

### Quarts de finale
| 16 juin 2007 | Canada                          | 3 - 0 | Guatemala | Gillette Stadium, Foxborough                       |                                                    |
|              | De Rosario 17e · Gerba 33e, 44e |       |           | Spectateurs : 22 412 Arbitrage : Courtney Campbell | Spectateurs : 22 412 Arbitrage : Courtney Campbell |
|              | (Rapport)                       |       |           | Spectateurs : 22 412 Arbitrage : Courtney Campbell | Spectateurs : 22 412 Arbitrage : Courtney Campbell |

| 16 juin 2007 | États-Unis                         | 2 - 1 | Panama       | Gillette Stadium, Foxborough                 |                                              |
|              | Donovan 59e (pen.) · Bocanegra 63e |       | B. Pérez 84e | Spectateurs : 22 412 Arbitrage : Neal Brizan | Spectateurs : 22 412 Arbitrage : Neal Brizan |
|              | (Rapport)                          |       |              | Spectateurs : 22 412 Arbitrage : Neal Brizan | Spectateurs : 22 412 Arbitrage : Neal Brizan |

| 17 juin 2007 | Honduras  | 1 - 2 | Guadeloupe                | Reliant Stadium, Houston                          |                                                   |
|              | Pavón 70e |       | Angloma 17e · Socrier 20e | Spectateurs : 70 092 Arbitrage : Mauricio Navarro | Spectateurs : 70 092 Arbitrage : Mauricio Navarro |
|              | (Rapport) |       |                           | Spectateurs : 70 092 Arbitrage : Mauricio Navarro | Spectateurs : 70 092 Arbitrage : Mauricio Navarro |

| 17 juin 2007 | Mexique       | 1 - 0 a. p. | Costa Rica | Reliant Stadium, Houston                      |                                               |
|              | Borgetti 101e |             |            | Spectateurs : 70 092 Arbitrage : Terry Vaughn | Spectateurs : 70 092 Arbitrage : Terry Vaughn |
|              | (Rapport)     |             |            | Spectateurs : 70 092 Arbitrage : Terry Vaughn | Spectateurs : 70 092 Arbitrage : Terry Vaughn |

### Demi-finales
| 21 juin 2007 | Guadeloupe | 0 - 1 | Mexique   | Soldier Field, Chicago                                  |                                                         |
|              |            |       | Pardo 69e | Spectateurs : 50 760 Arbitrage : Roberto Moreno Salazar | Spectateurs : 50 760 Arbitrage : Roberto Moreno Salazar |
|              | (Rapport)  |       |           | Spectateurs : 50 760 Arbitrage : Roberto Moreno Salazar | Spectateurs : 50 760 Arbitrage : Roberto Moreno Salazar |

| 21 juin 2007 | Canada    | 1 - 2 | États-Unis                      | Soldier Field, Chicago                            |                                                   |
|              | Hume 76e  |       | Hejduk 39e · Donovan 45e (pen.) | Spectateurs : 50 790 Arbitrage : Benito Archundia | Spectateurs : 50 790 Arbitrage : Benito Archundia |
|              | (Rapport) |       |                                 | Spectateurs : 50 790 Arbitrage : Benito Archundia | Spectateurs : 50 790 Arbitrage : Benito Archundia |

### Finale
| 24 juin 2007              | États-Unis                         | 2 - 1 | Mexique      | Soldier Field, Chicago                         |                                                |
| Historique des rencontres | Donovan 62e (pen.) · Feilhaber 73e |       | Guardado 44e | Spectateurs : 60 000 Arbitrage : Carlos Batres | Spectateurs : 60 000 Arbitrage : Carlos Batres |
| Historique des rencontres | (Rapport)                          |       |              | Spectateurs : 60 000 Arbitrage : Carlos Batres | Spectateurs : 60 000 Arbitrage : Carlos Batres |

| Vainqueur de la Gold Cup 2007 États-Unis d'Amérique 4e titre |

## Récompenses

### Meilleurs buteurs
5 buts :
- Carlos Pavón

4 buts :
- Landon Donovan

3 buts :
- Dwayne De Rosario
- Ali Gerba
- Carlo Costly
- Blas Pérez
- Walter Centeno

### Meilleur joueur
Julián de Guzmán

### Meilleur gardien
Franck Grandel

### Prix du fair-play
Honduras

### Équipe-type du tournoi
| Gardien        | Défenseurs                                                  | Milieux                                                     | Attaquants              |
| -------------- | ----------------------------------------------------------- | ----------------------------------------------------------- | ----------------------- |
| Franck Grandel | Felipe Baloy Richard Hastings Frankie Hejduk Carlos Salcido | Walter Centeno Julián de Guzmán Pablo Mastroeni Pável Pardo | Carlos Pavón Blas Perez |

## Controverse
Pendant les dernières minutes de la demi-finale entre le Canada et les États-Unis, Atiba Hutchinson marque le but qui aurait été l’égalisateur pour le Canada. Cependant, le juge de touche indique que Hutchinson soit hors jeu et l’arbitre Benito Archundia invalide ce but. Néanmoins, les reprises vidéo montrent que le ballon rebondit sur l’américain Oguchi Onyewu immédiatement avant que Hutchinson marque le but et que Hutchinson n’est pas donc hors jeu,,.